# Asim Medić
Asim Medić (ur. 3 sierpnia 1969 w Sarajewie) – bośniacki niepełnosprawny siatkarz, multimedalista paraolimpijski.
W młodości uprawiał strzelectwo (wygrywał zawody juniorskie na terenie Jugosławii). Niepełnosprawność nabył w trakcie wojny domowej w Bośni i Hercegowinie – został raniony w Sarajewie w październiku 1993 roku.
Członek reprezentacji narodowej od 1997 roku. Stał na podium mistrzostw świata i Europy (m.in. mistrz świata z 2006 roku i mistrz Europy z 2009 i 2013 roku). W latach 2000–2021 sześciokrotnie zdobył medal igrzysk paraolimpijskich, w tym dwukrotnie złoty (2004, 2012), trzykrotnie srebrny (2000, 2008, 2016) i jednokrotnie brązowy (2021). W 1998 roku został wybrany najlepszym niepełnosprawnym sportowcem Bośni i Hercegowiny.
W 2017 roku został wyróżniony tytułem wybitnego sportowca klasy międzynarodowej przez ministerstwo spraw cywilnych.